# جورج إنجلهارد شرودر

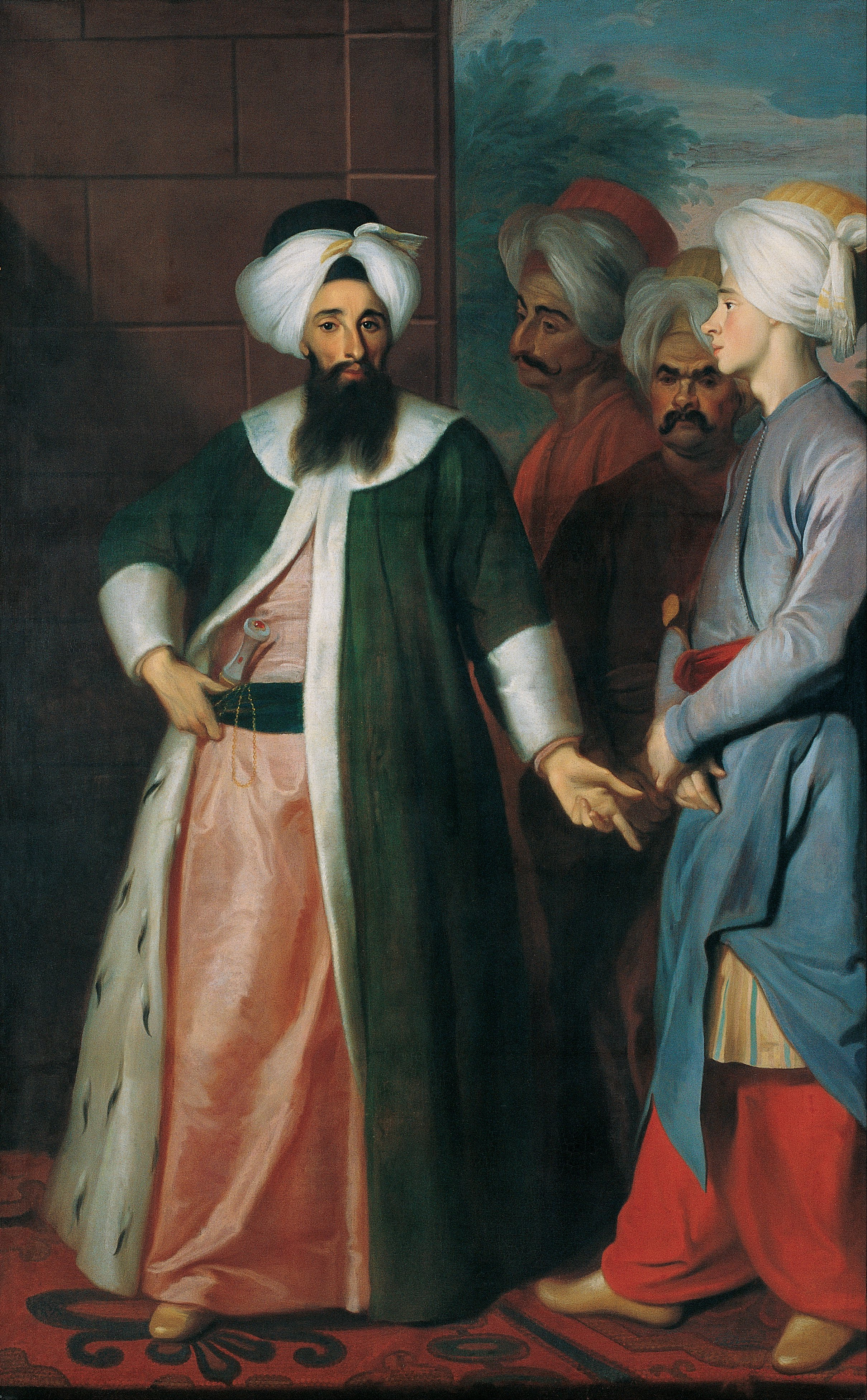
مصطفى آغا وحاشيته، (لوحة فنية للرسام السويدي جورج إنجلهارد شرودر).

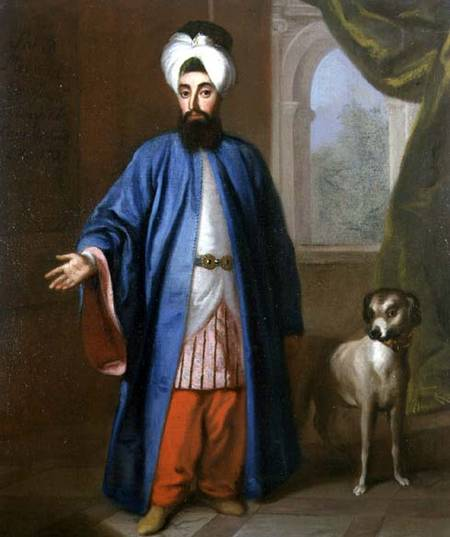
محمد سعيد باشا (بورتريه للرسام السويدي جورج إنجلهارد شرودر).

جورج إنجلهارد شرودر (بالسويدية: Georg Engelhard Schröder)، (ولد في 31 مايو 1684 في ستوكهولم، توفي في 17 مايو 1750 في ستوكهولم)، هو فنان سويدي اشتهر بلوحاته لسفراء الدولة العثمانية إلى المحكمة السويدية: مصطفى آغا في عام 1727، يرميسقز محمد سعيد باشا سنة 1733.